# Бад Бернек им Фихтелгебирге
Бад Бернек им Фихтелгебирге (њем. Bad Berneck im Fichtelgebirge) град је у њемачкој савезној држави Баварска. Једно је од 33 општинска средишта округа Бајројт. Према процјени из 2010. у граду је живјело 4.579 становника. Посједује регионалну шифру (AGS) 9472116.

## Географски и демографски подаци
Бад Бернек им Фихтелгебирге се налази у савезној држави Баварска у округу Бајројт. Град се налази на надморској висини од 393 метра. Површина општине износи 33,6 km². У самом граду је, према процјени из 2010. године, живјело 4.579 становника. Просјечна густина становништва износи 136 становника/km².